# Подставной судья
«Подставной судья» (фр. Le Faux Magistrat, другой вариант перевода — «Фальшивый судья») — французский художественный немой фильм Луи Фейада. Это пятая картина в серии из 5 фильмов про Фантомаса, снятых в 1913—1914 годах Луи Фейадом. Снят по роману Пьера Сувестра и Марселя Аллена «Судья-взломщик» (фр. Le Magistrat Cambrioleur) 1912 года. Полное название картины — «Фальшивый судья или Судья-взломщик» (фр. Le Faux Magistrat ou Le Magistrat Cambrioleur).

## Сюжет
Пролог. Маркиз и маркиза Тергальские, желая привести в порядок финансовые дела, решают продать драгоценности маркизы. Разговор маркиза с ювелиром в «Европейском отеле» подслушивает горничная Роза. Пока маркиз посещает банк, чтобы обналичить чек, драгоценности исчезают из номера отеля. Ювелир обвиняет в краже маркиза. Судебный следователь Морель обнаруживает, что стена в соседний номер пробита. Тем временем, на маркиза нападают грабители и отнимают 250 тысяч франков, вырученных за украшения. Грабители оказываются членами банды Фантомаса Рибоно и Поле, причём последний — любовник горничной Розы.
Первая часть: «Заключённый из Лувена». Жером Фандор показывает своему другу комиссару Жюву статью, которую написал для «Ля Капиталь» о краже украшений маркизы Тергальской; ответственность за злодеяния возложена на Фантомаса. Жюв сообщает Фандору, что Фантомас не мог совершить преступление, так как отбывает в тюрьме Лувен пожизненное заключение за совершенное в Бельгии убийство. Жюв уверен, что Фантомас рано или поздно сбежит, поэтому решает сам устроить ему побег и навсегда покончить с преступником. Комиссар под видом участника иностранной инспекции проникает в Лувен и проносит в камеру Фантомаса мундир тюремного надзирателя. Переодевшись, Фантомас бежит, а Жюв занимает его место. Вырвавшись на свободу, Фантомас, не подозревающий кто ему помогает, переоделся в костюм обычного буржуа, которым его снабдил Жюв. Всё это время за ним следуют агенты французской полиции, чтобы препроводить во Францию и арестовать.
Вторая часть: «Месье Шарль Прадье, следователь». Фантомас возвращается во Францию, где замечает, что за ним следят полицейские агенты. Отрываясь от слежки, он убивает в поезде случайного попутчика, который оказывается Шарлем Прадье, недавно назначенного на должность судебного следователя в Сен-Кале вместо отправленного на пенсию Мореля. Фантомас принимает облик Прадье и приезжает в Сен-Кале, где знакомится с Морелем и местным прокурором Бернарди. Прадье-Фантомасу поручают расследование дела маркиза Тергальского.
Третья часть: «Судья-взломщик». Фантомас отыскивает Рибоно и Поле и узнаёт куда они дели драгоценности и деньги, украденные у маркиза Тергальского и ювелира. Маркиз Тергальский приглашает Прадье в свой замок. Когда гости отправляются на охоту, а маркиз, которого мучает мигрень, остаётся дома, Прадье-Фантомас гасит в спальне газовый камин, а затем включает в подвале замка газ, чтобы отравить хозяина. К моменту возвращения охотников маркиз уже мёртв. Фантомас-Прадье демонстрирует маркизе её письмо молодому любовнику, перехваченное им ранее, и обвиняет её в убийстве мужа. За молчание негодяй требует полмиллиона франков. Рибоно достаёт ящичек с драгоценностями, спрятанный им в колоколе церкви в местечке Булуар, после чего Фантомас убирает лестницу и грабитель остаётся висеть на языке колокола. Однако ящик для украшений пуст. Горожане собираются на отпевание маркиза Тергальского, и когда начинает звонить колокол, на них сыплются бриллианты и льётся кровь: на языке колокола вниз головой подвешен несчастный Рибоно, который перед смертью произносит только одно слово: «Фантомас!»
Четвёртая часть: «Преступник, выданный из Лувена». В Сен-Кале приезжает Жером Фандор и останавливается в «Европейском отеле». Прадье с самого начала вызывает у него подозрение. Журналист обыскивает его номер и находит косвенные подтверждения того, что Прадье недавно был в Лувене. Для расследования дела в Сен-Кале правительство Франции добивается от бельгийских властей выдачи заключённого Фантомаса, под видом которого в тюрьме всё ещё находится комиссар Жюв. В это время в Сен-Кале за бродяжничество арестовывают Поле и ещё одного бандита, Элева. Прадье добивается их освобождения и приказывает любыми способами воспрепятствовать прибытию «Фантомаса» в город. Фандор опознаёт бродяг и разгадывает план Фантомаса. Поле и Элев вновь оказываются за решёткой, а Прадье — под подозрением. Тем временем, Фантомаса, то есть Жюва, привозят в Сен-Кале; комиссар открывает коллегам своё подлинное имя. Прокурор не может поверить в то, что настоящий преступник это Прадье. Фантомас в облике судьи отдает последний приказ начальнику местной тюрьмы. Жюв арестовывает Фантомаса. Однако ночью, подчиняясь последнему приказу Прадье, начальник тюрьмы выпускает преступника на свободу. В письменном приказе Прадье было сказано чтобы при полной секретности выпустили ночью из камеры заключённого под именем «Фантомас» и что это на самом деле комиссар Жюв.

## В ролях
- Рене Наварр — Фантомас / судебный следователь Прадье
- Эдмон Бреон — комиссар Жюв
- Георгис Мелхиор — журналист Жером Фандор
- Рене Карл — леди Белтам
- Жанна Фабер — принцесса Данидофф
- Меснер — маркиз Тергальский
- Жермена Пелиса — маркиза Тергальский
- Лоран Морлеа — апаш Поле
- Жан-Франсуа Марсьяль — апаш Рибоне
- Сюзанн Ле Брет — Роса, горничная

## Художественные особенности
«…ему (Фейаду) присуще поэтическое восприятие реальной жизни и природы, а ещё больше — поэзии парижских улиц, которые так много дали искусству Бальзака. Эти крыши, по которым убегает бандит, овеяны глубоким лиризмом… Серые стены, ставни, мостовые, фиакры, тяжелые ломовики, старомодные такси…» (Жорж Садуль)
«…В „Фантомасе“ Фейад ведет рассказ четко и уверенно. В нём действие стремительно, а синтаксис очень прост; никаких повторений, никаких длиннот. Его почерк напоминает руку Вольтера — это настоящий французский стиль…» (Жорж Садуль)
В 1913—1914 годы Фейад выпустил пять серий фильма:
- 1913 — «Фантомас» / Fantômas
- 1913 — «Жюв против Фантомаса» / Juve Contre Fantômas
- 1913 — «Мертвец-убийца» / Le Mort Qui Tue
- 1914 — «Фантомас против Фантомаса» / Fantômas contre Fantômas
- 1914 — «Подставной судья» / Le Faux Magistrat